# Joaquim Pibernat i Lleyxà
Joaquim Pibernat i Lleyxà   (Barcelona, 11 de setembre de 1924 - 6 d'agost de 1984) fou un químic i polític català.

## Biografia
Estudià batxillerat a l'Institut Balmes, i es llicencià en química a la Universitat de Barcelona en 1949. Milità a la Unió Democràtica de Catalunya i fou vicepresident d'Acció Catòlica de Barcelona i president d'Acció
Catòlica Patronal de 1961 a 1965. El 1966 fou processat per edició i distribució de propaganda il·legal i el 1969 presidí ADECSA (Associació d'Empresaris Democràtics). Trasbalsat pel procés de Burgos de 1970, formà part del Grup Cristià de Drets Humans i el 1974 fou president de Justícia i Pau, des d'on recollí signatures a favor de l'amnistia dels condemnats i contra la pena de mort.
Durant els anys setanta col·laborà amb l'Equip Demòcrata Cristià de l'Estat Espanyol i fou gerent de l'editorial Nova Terra i de la revista Oriflama. El 1973 fou nomenat conseller nacional d'UDC i el 1977-1978 secretari de la Pimec. Participà en l'assemblea fundacional de CDC a Montserrat i el 1978 esdevingué membre del comitè de govern d'UDC. Fou elegit diputat per CiU a les eleccions al Parlament de Catalunya de 1980 i 1984, tot i que va morir al poc d'ocupar el càrrec. Ha estat membre d'Òmnium Cultural, del Cercle d'Economia i de l'Institut d'Estudis Catalans.